# Музей пам'яті жертв Голодомору 1932—1933 років (Меджибіж)
Музей пам'яті жертв Голодомору 1932—1933 років — перший музей в Україні, який присвячений трагедії сталінського геноциду українців. Музей входить до складу Державного історико-культурного заповідника «Межибіж» та розташований в селищі Меджибіж за адресою вулиця Замкова, 1.
Музей у Меджибожі є першим в Україні музеєм пам'яті жертв Голодомору 1932—1933 років.

## Історія
Музей відкрито 4 жовтня 2008 року за участі третього Президента України Віктора Ющенка. Автором і натхненником цього музею, очільником мистецького колективу був народний художник України Микола Мазур.
4 жовтня 2018 року відзначено 10-річчя меджибізької музейної експозиції пам'яті жертв Голодомору.

## Експозиція
Музейна експозиція, що розповідає про трагедію Голодомору 1932—1933 років, містить сотню знарядь селянської праці, реманенту, хатнього начиння, скульптур, образів, а також копії документів, рідкісні світлини тощо. 
В центрі експозиції стоять столи, які стають столами хати, столами колективізації, стіл, який трансформується і перетворюється уже в вагон для депортації українців. Стіл, за яким стоїть матір, в якої мала б бути велика родина, але в неї немає дітей. І, зрештою стіл, за яким родина, яка вже пережила цю трагедію. Уже стіл з достатком, з прапорами, веретами та іконами. Трагізму додають скульптури білих рук — руки, як духи померлих, загиблих, які підійматися до людей, проростають, як стерня, колосся з-під землі, і звертаються до майбутніх поколінь. Поруч —пусті глечики, які волають своїми відкритими ротами до людей, що вони порожні, додаючи відлуння пустоти. 
Всі експозиції містить в собі велику кількість скульптур, серед яких оголені кістляві тіла, що скрутилися в муках, порожні колиски, де мали б лежати діти, хліборобське знаряддя, яким немає кому орудувати, скульптура худої жінки, а за нею порожні колиски. Про дітей нагадують ляльки-мотанки та маленькі сорочечки, які вже не має на кого надягати.  
На плакатах в арках приміщення можна побачити фотографії дітей з деформованими кінцівками, величезними животами та іншими вадами через брак нормального харчування. Також представлено символічну «чорну дорогу», якою по країні поширювався голод, урядовий кабінет, де приймали зловісні директиви про вилучення зерна тощо. 
Загалом в експозиції представлені 1600 експонатів, понад 500 одиниць документального матеріалу, сотні фотодокументів. 

## Галерея

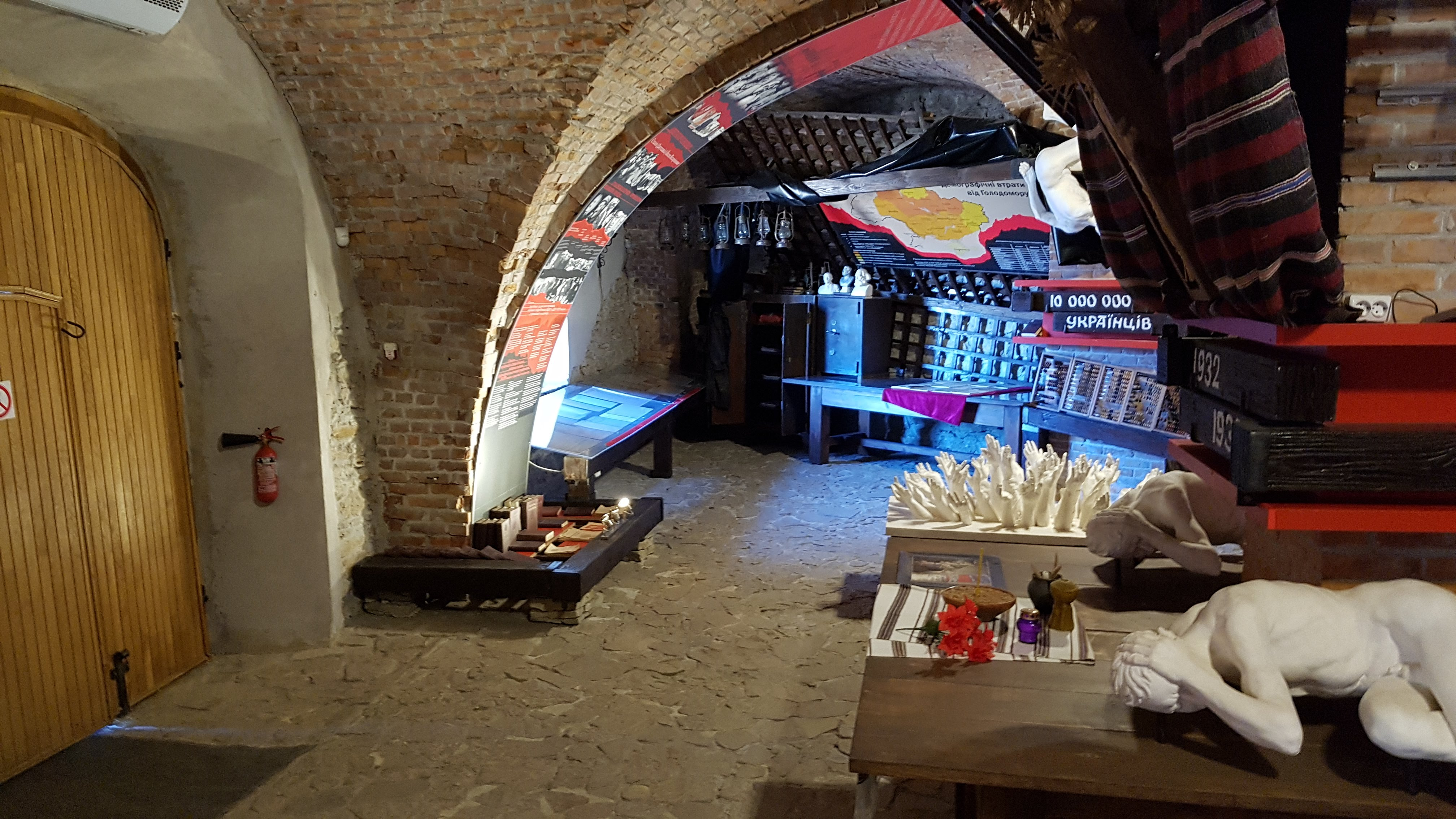
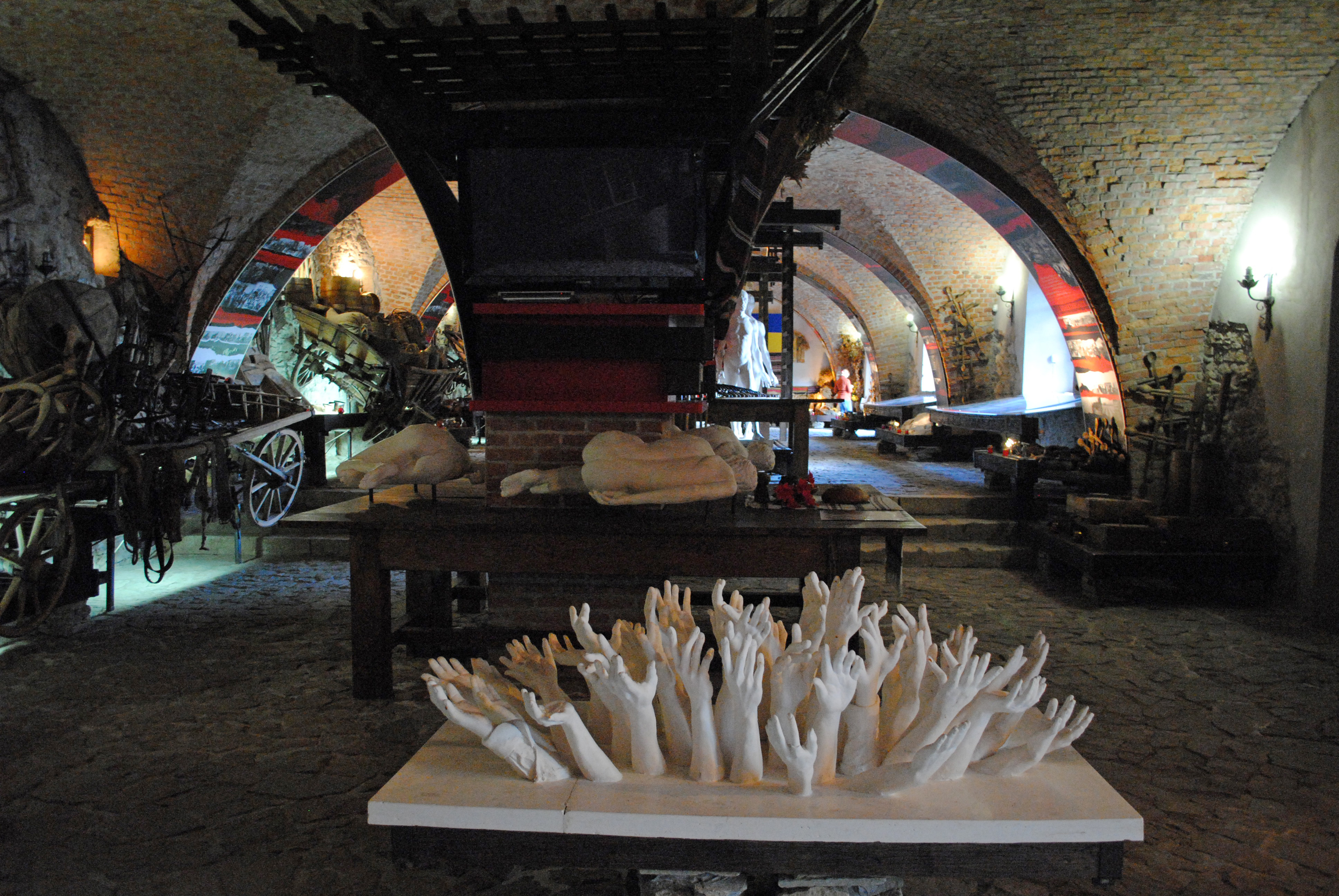
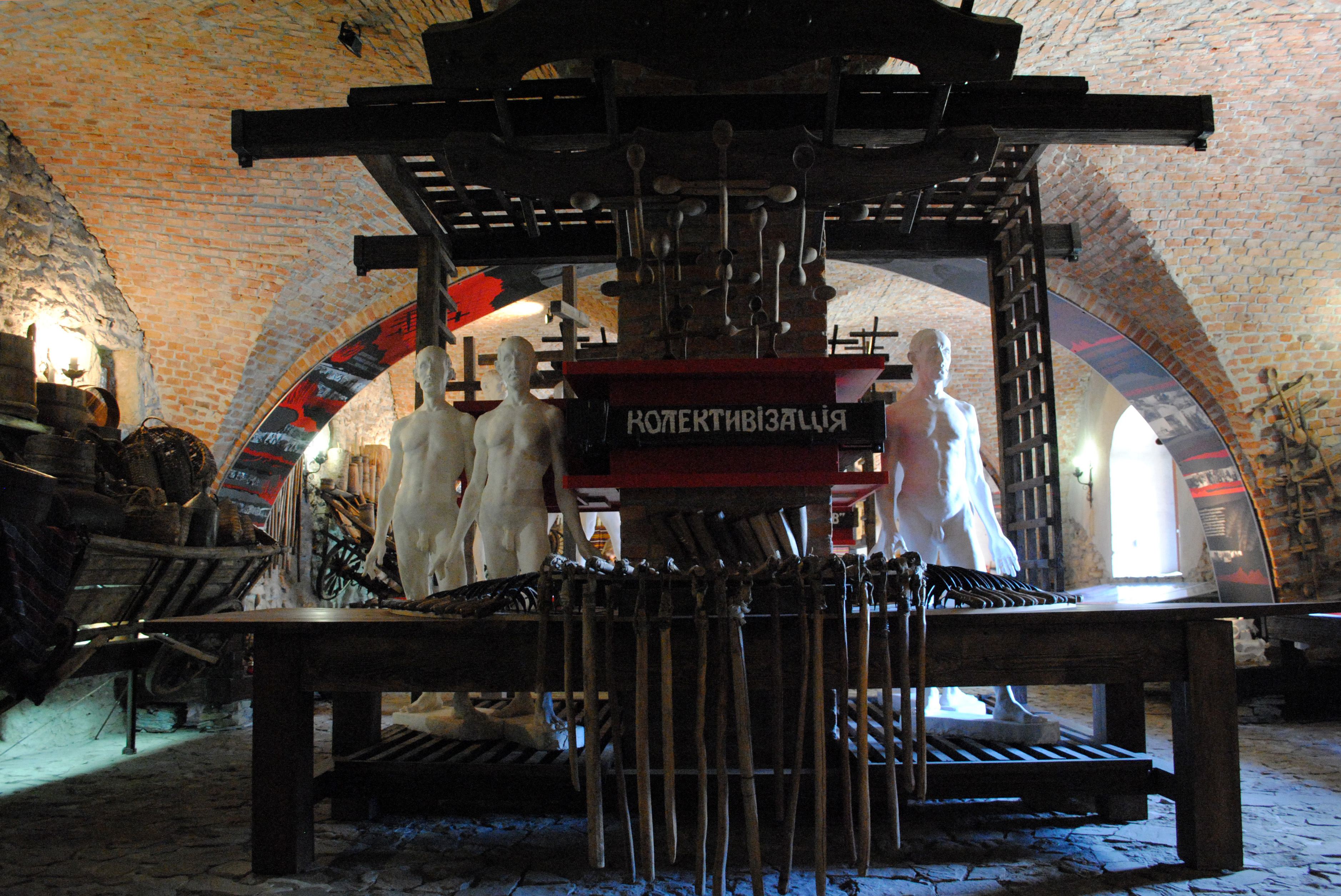
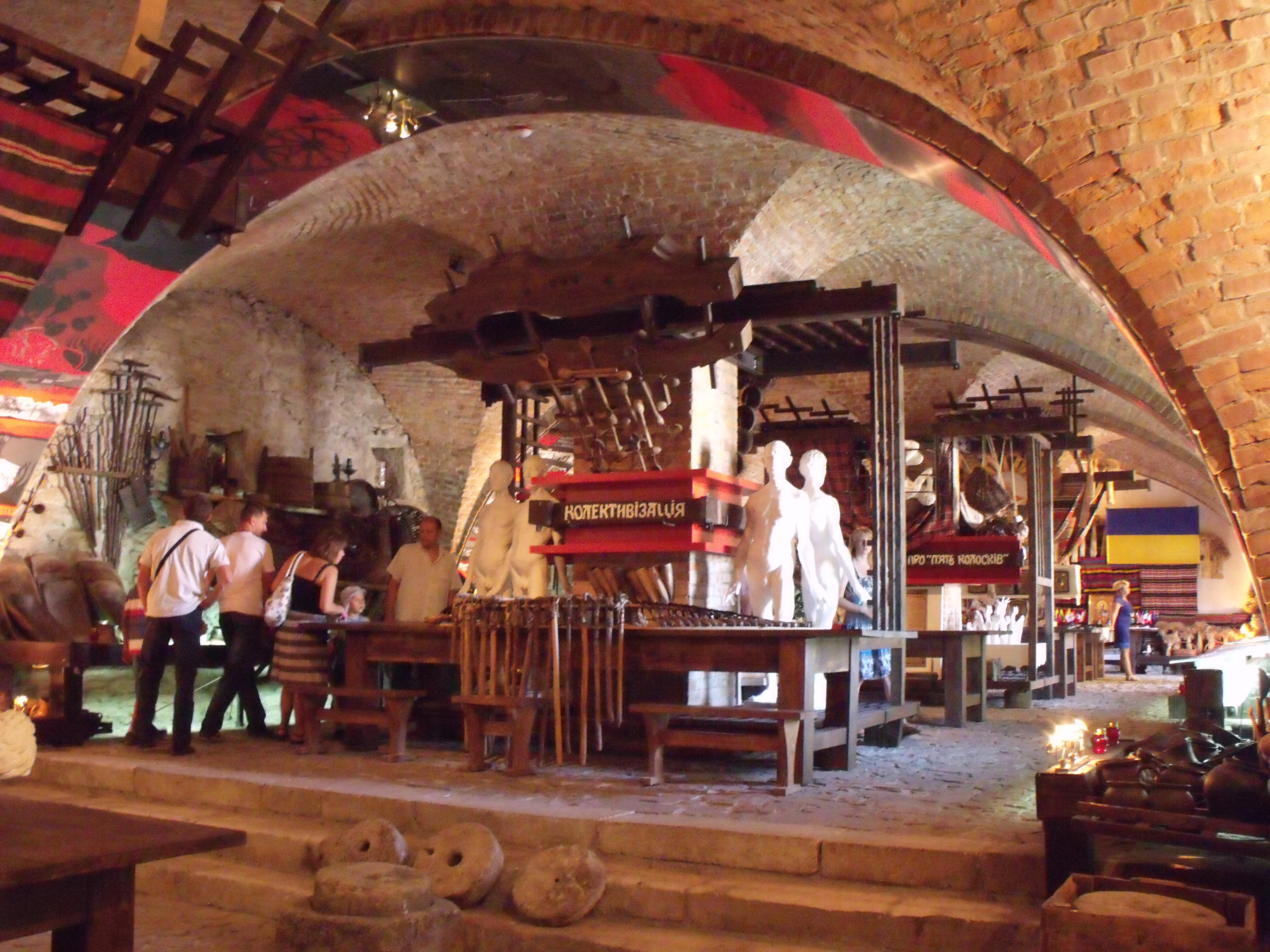
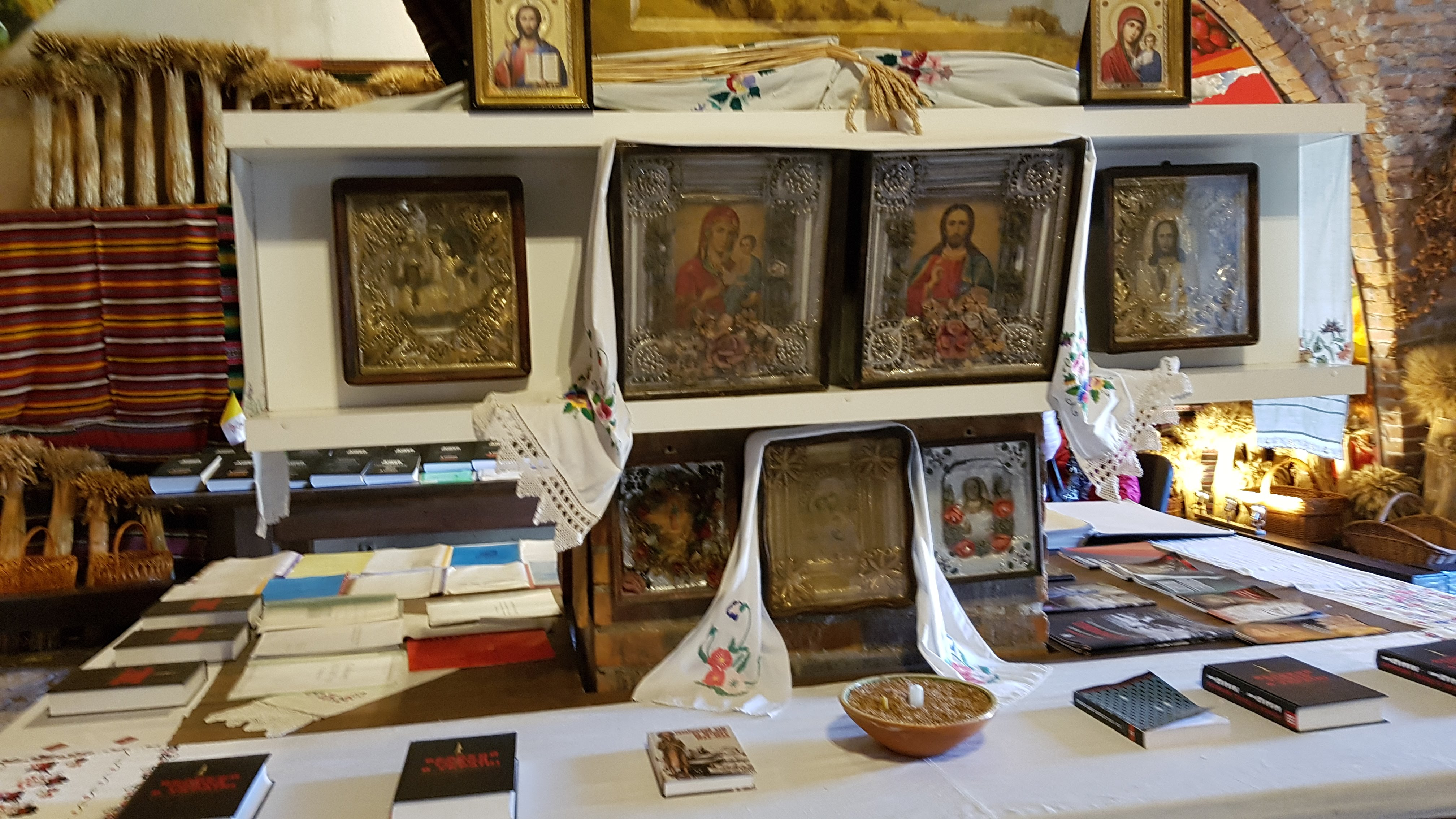